# مهاجرت دسته‌جمعی یهودیان از کشورهای عربی و اسلامی
در قرن بیستم و عمدتاً بین سال‌های ۱۹۴۸ تا ۱۹۷۰، تقریباً ۹۰۰٬۰۰۰ یهودی از کشورهای مسلمان در سراسر آفریقا و آسیا اخراج شدند، گریختند یا مهاجرت کردند. جنگ اعراب و اسرائیل در سال ۱۹۴۸ یکی از دلایل عمدهٔ این اتفاق بود. یکی از آخرین خروج‌های دسته‌جمعی مربوط به خروج یهودیان ایران بود که مدت کوتاهی پس از انقلاب اسلامی در سال‌های ۱۹۷۹–۱۹۸۰ رخ داد. حدود ۶۵۰٬۰۰۰ نفر (۷۲٪) از این یهودیان در اسرائیل اسکان داده شدند. 
مهاجرت‌های یهودیان در مقیاس کوچک از کشورهای خاورمیانه در اوایل قرن بیستم آغاز شد و تنها مهاجرت قابل توجه به سرزمین اسرائیل از یمن و سوریه بود. در دوران حاکمیت بریتانیا بر فلسطین تعداد کمی از یهودیان از کشورهای مسلمان مهاجرت کردند. قبل از استقلال اسرائیل در سال ۱۹۴۸، تقریباً ۸۰۰٬۰۰۰ یهودی در سرزمین‌هایی زندگی می‌کردند که اکنون جهان عرب را تشکیل می‌دهند. از این رقم، کمتر از دو سوم در مناطق تحت کنترل فرانسه و ایتالیا در شمال آفریقا، ۱۵ تا ۲۰ درصد در پادشاهی عراق، تقریباً ۱۰ درصد در پادشاهی مصر و تقریباً ۷ درصد در پادشاهی یمن بودند. ۲۰۰٬۰۰۰ یهودی دیگر در حکومت شاهنشاهی ایران و جمهوری ترکیه زندگی می‌کردند.
اولین مهاجرت گسترده در اواخر دهه ۱۹۴۰ و اوایل دهه ۱۹۵۰، عمدتاً از عراق، یمن و لیبی صورت گرفت. در این موارد، بیش از ۹۰ درصد از جمعیت یهودی، زمین‌ها و دارایی‌های خود را به جا گذاشتند و مهاجرت کردند. بین سال‌های ۱۹۴۸ و ۱۹۵۱، ۲۶۰٬۰۰۰ یهودی از کشورهای عربی به اسرائیل مهاجرت کردند. دولت اسرائیل سیاست‌هایی را برای پذیرش ۶۰۰٬۰۰۰ مهاجر در یک دوره چهار ساله به اجرا گذاشت و جمعیت یهودی این کشور را دو برابر کرد. این حرکت با واکنش‌های متفاوتی در کنست مواجه شد. علاوه بر برخی از مقامات اسرائیلی، کسانی در آژانس یهود وجود داشتند که با ترویج جنبش مهاجرت در مقیاس وسیع در میان یهودیانی که جان آن‌ها در خطر فوری نبود، مخالف بودند.
امواج بعدی در زمان‌های مختلف در مناطق مختلف در طول دهه‌های بعدی به اوج خود رسید. اوج مهاجرت از مصر در سال ۱۹۵۶ و پس از بحران سوئز رخ داد. مهاجرت از سایر کشورهای شمال آفریقا در دهه ۱۹۶۰ به اوج خود رسید. لبنان تنها کشور عربی بود که به دلیل هجوم یهودیان از کشورهای عربی دیگر شاهد افزایش جمعیت یهودی خود در این دوره بود، هرچند این امر موقتی بود و در اواسط دهه ۱۹۷۰، جامعه یهودی لبنان نیز کاهش یافت. ۶۰۰٬۰۰۰ یهودی از کشورهای عربی و مسلمان تا سال ۱۹۷۲ به اسرائیل نقل مکان کرده بودند، در حالی که ۳۰۰٬۰۰۰ یهودی دیگر به فرانسه، ایالات متحده آمریکا و کانادا مهاجرت کردند. امروزه، فرزندان یهودیانی که از دیگر سرزمین‌های خاورمیانه به اسرائیل مهاجرت کردند (معروف به یهودیان مزراحی و یهودیان سفاردی) بیش از نیمی از کل جمعیت اسرائیل را تشکیل می‌دهند. در سال ۲۰۰۹، تنها ۲۶٬۰۰۰ یهودی در کشورهای عربی و ایران و همچنین ۲۶٬۰۰۰ یهودی دیگر در ترکیه باقی مانده بودند. تا سال ۲۰۱۹، تعداد کلی یهودیان در کشورهای عربی و ایران به ۱۲٬۷۰۰ نفر کاهش یافت و در ترکیه نیز به ۱۴٬۸۰۰ رسید.
دلایل مهاجرت‌ها بسیار متنوع است و به دو گروه عمده تقسیم می‌شود: نخست عوامل جذبی مانند تمایل به تحقق صهیونیسم، یافتن وضعیت اقتصادی بهتر و خانه‌ای امن در اسرائیل یا اروپا و قاره آمریکا و اجرای سیاست رسمی دولت اسرائیل به نفع «طرح یک میلیونی» که بر اسکان مهاجران یهودی از کشورهای عرب و اکثریت مسلمان تمرکز دارد.  دوم عوامل دفعی مانند یهودستیزی، آزار و اذیت، و قتل‌عام یهودیان در کشورهای عرب، بی‌ثباتی سیاسی، فقر، و اخراج اجباری. با توجه به ارتباط مهاجرت با درگیری اعراب و اسرائیل، روایت تاریخ مهاجرت یهودیان سیاسی شده است. هنگام تعریف تاریخ، کسانی که مهاجرت یهودیان را مشابه اخراج و فرار فلسطینیان در سال ۱۹۴۸ می‌دانند، عموماً بر عوامل دفعی تأکید می‌کنند و کسانی که مهاجرت کرده‌اند را پناهنده می‌دانند، در حالی که مخالفان این دیدگاه عموماً بر عوامل جذبی تأکید می‌کنند و معتقدند که یهودیان به خواست خود مهاجرت کرده‌اند.

## همچنین ببینید
- جنگ داخلی در فلسطین تحت قیمومت بریتانیا (۱۹۴۸–۱۹۴۷)
- شورش‌های ضدیهودی ۱۹۴۷ حلب
- بمب‌گذاری در هتل سمیرامیس
- بمب‌گذاری‌های خیابان بن یهودا
- عملیات نخشون
- کشتار الخصاص
- نقشه دالت
- آمی آیالون
- شورای ملی عمومی فلسطین
- شورای قانونگذاری فلسطین (نوار غزه)
- وزارت بهداشت فلسطین
- حملات هوایی نوار غزه (دسامبر ۲۰۰۸)
- صلاح زواوی
- عملیات صور
- عملیات‌های منتسب به اسرائیل در ایران
- موسسه دموکراسی اسرائیل
- شعارهای سیاسی دوران جمهوری اسلامی ایران
- مجادله جنگ علیه اسلام
- جنبش حوثی‌ها
- حمله ۲۰۲۲ ابوظبی
- یهودستیزی در ترکیه
- جهان در آتش (کتاب)
- حزب‌الله لبنان
- تاریخ یهودیان تحت حکومت مسلمانان

## مراجع
1. ↑  Beker 2005, p. 4.
2. ↑  (Simon، Laskier و Reguer 2003): "Before the 1940s only two communities, Yemen and Syria, made substantial aliyah."
3. ↑  Picard 2018, p. 4: "In fact, few Jews from Muslim countries immigrated to Palestine during the years of the British Mandate.
4. ↑  Aharoni, Ada (2003). "The Forced Migration of Jews from Arab Countries". Peace Review: A Journal of Social Justice. Routledge. 15 (1): 53–60. doi:10.1080/1040265032000059742.
5. ↑  Shindler, Colin. A History of modern Israel. Cambridge University Press 2008. pp. 63–64.
6. 1 2  Hakohen, Devorah (2003). Immigrants in Turmoil: Mass Immigration to Israel and Its Repercussions in the 1950s and After. Syracuse University Press. p. 46. ISBN 978-0-8156-2969-6. After independence, the government presented the Knesset with a plan to double the Jewish population within four years. This meant bringing in ۶۰۰۰۰۰ immigrants in a four-year period. or ۱۵۰۰۰۰ per year. Absorbing ۱۵۰۰۰۰ newcomers annually under the trying conditions facing the new state was a heavy burden indeed. Opponents in the Jewish Agency and the government of mass immigration argued that there was no justification for organizing large-scale emigration among Jews whose lives were not in danger, particularly when the desire and motivation were not their own.
7. ↑  Schwartz, Adi (4 January 2008). "All I Wanted was Justice". Haaretz. Archived from the original on 20 March 2016. Retrieved 14 November 2010.
8. ↑  Malka Hillel Shulewitz, The Forgotten Millions: The Modern Jewish Exodus from Arab Lands, Continuum 2001, pp. 139 and 155.
9. ↑  Ada Aharoni "The Forced Migration of Jews from Arab Countries بایگانی‌شده  در ۱۳ فوریه ۲۰۱۲ توسط Wayback Machine, Historical Society of Jews from Egypt website. Accessed 1 February 2009.
10. ↑  The Rebirth of the Middle East, Jerry M. Rosenberg, Hamilton Books, 2009, page 44
11. ↑  "Turkish – Jewish Friendship Over 500 Years". Retrieved 13 November 2014.
12. ↑  "Jewish Population of the World". www.jewishvirtuallibrary.org. Retrieved 2 July 2021.
13. ↑  "Jewish Population of the World". www.jewishvirtuallibrary.org. Retrieved 2 July 2021.
14. ↑  Picard 2018, p. 4–5: "There were two major changes in Zionist aliya policy in the first half of the 1940s. The first was the replacement of the preference for selective aliya by support for mass aliya. In 1944, Ben-Gurion called for bringing a million Jews to Palestine, even if public soup kitchens had to be set up to feed them... The second change was the decision to extend the aliya net to include the Jews of Muslim countries. It had become clear that they, too, would be needed to create a Jewish majority in Palestine... Independence and the removal of the British restrictions on Jewish immigration made it possible to implement these policy changes. The large-scale aliya of the next few years was the product of these two changes: it was mass aliya and it included Jews from Muslim countries."
15. 1 2  (Parfitt 1996): "... economic straits as their traditional role was whittled away, famine, disease, growing political persecution and increased public hostility, the state of anarchy after the murder of Yahya, a desire to be reunited with family members, incitement and encouragement to leave from [Zionist agents who] played on their religious sensibilities, promises that their passage would be paid to Israel and that their material difficulties would be cared for by the Jewish state, a sense that the Land of Israel was a veritable Eldorado, a sense of history being fulfilled, a fear of missing the boat, a sense that living wretchedly as dhimmis in an Islamic state was no longer God-ordained, a sense that as a people they had been flayed by history long enough: all these played a role. … Purely religious, messianic sentiment too, had its part but by and large this has been overemphasised."
16. ↑  Yehuda, Shenhav (15 August 2003). "Hitching a Ride on the Magic Carpet". Haaretz. Retrieved 11 May 2011. Any reasonable person, Zionist or non-Zionist, must acknowledge that the analogy drawn between Palestinians and Mizrahi Jews is unfounded. Palestinian refugees did not want to leave Palestine. Many Palestinian communities were destroyed in 1948, and some ۷۰۰۰۰۰ Palestinians were expelled, or fled, from the borders of historic Palestine. Those who left did not do so of their own volition. In contrast, Jews from Arab lands came to this country under the initiative of the State of Israel and Jewish organizations. Some came of their own free will; others arrived against their will. Some lived comfortably and securely in Arab lands; others suffered from fear and oppression.
17. ↑  Mendes, Philip (2002). The Forgotten Refugees: the causes of the post-1948 Jewish Exodus from Arab Countries. 14th Jewish Studies Conference Melbourne March 2002.
–"The Forgotten Refugees". Archived from the original on 13 January 2013. Retrieved 12 June 2007 – via MEFacts.com.
–"The Forgotten Refugees" – via Palestine Remembered.